# 前田彩野
前田 彩野（まえだ あやの、1986年1月6日 - ）は、元日本海テレビジョン放送アナウンサー。

## 来歴・人物
島根県松江市出身。松江北高校、島根県立大学看護学部卒業。
大学卒業後は看護師として働いていた。
2010年から3年間、NHK松江放送局にて契約キャスターとして勤務。
2013年日本海テレビジョン放送に入社。2014年には、『ニュースevery日本海』の木・金曜日サブキャスターを務めた。

## 現在の出演番組
なし

## 過去の出演番組
日本海テレビ時代
・ニュースevery日本海 （2014年3月31日 - 2021年3月26日） - サブキャスター（木・金曜日担当）
NHK松江放送局時代
- ひるまえしまねっと